# Stare Miasto (część urzędowa Torunia)
Stare Miasto – część urzędowa Torunia. Stare Miasto zlokalizowane jest w środkowej części miasta, od północy graniczy z Chełmińskim Przedmieściem i Mokrem, od wschodu z Jakubskim Przedmieściem, od południa z rzeką Wisłą, zaś od zachodu z Rybakami i Bydgoskim Przedmieściem.
Do głównych ulic przecinających lub stanowiących granice Starego Miasta należą: al. Jana Pawła II, al. Solidarności, Czerwona Droga, Odrodzenia, Przy Kaszowniku, Skrzyńskiego, Wały gen. Sikorskiego oraz Warszawska.
Teren tej części urzędowej miasta zasadniczo pokrywa się z Zespołem Staromiejskim. Jest to najstarsza część Torunia, na którą składa się kilka historycznych jednostek:
- Stare Miasto – założone w 1233
- Nowe Miasto – założone w 1264
- zamek krzyżacki – założony w poł. XIII w.
- Przedmieście św. Katarzyny, tzw. Mały Berlin – założone na przełomie XIX i XX w.[1]